# جيراردو بارا
جيراردو بارا (بالإسبانية: Gerardo Parra)‏ هو لاعب كرة قاعدة فنزويلي، ولد في 6 مايو 1987 في زوليا في فنزويلا.

## وصلات خارجية
- جيراردو بارا على موقع دوري كرة القاعدة الرئيسي (الإنجليزية)
- جيراردو بارا على موقع الدوري الياباني لكرة القاعدة (الإنجليزية)
- جيراردو بارا على موقعبيزبول رفرنس.كوم (الدوري الرئيسي) (الإنجليزية)
- جيراردو بارا على موقعبيزبول رفرنس.كوم (الدوري الثانوي) (الإنجليزية)
- جيراردو بارا على موقع إي إس بي إن.كوم (أم.أل.بي) (الإنجليزية)
- جيراردو بارا على موقع مشجعي الرسوم البيانية (الإنجليزية)